# بری لتز
بری لتز (انگلیسی: Barry Letts؛ ‏ ۲۶ مارس ۱۹۲۵ – ۹ اکتبر ۲۰۰۹) بازیگر، تهیه‌کننده فیلم و نویسنده اهل انگلستان بود. وی بین سال‌های ۱۹۲۵ تا ۲۰۰۹ میلادی فعالیت می‌کرد.
از فیلم‌ها یا برنامه‌های تلویزیونی که وی در آن نقش داشته‌است، می‌توان به نیکلاس نیکلبی، دریای بی‌رحم، اسکات از قطب جنوب اشاره کرد.